# 1534 az irodalomban

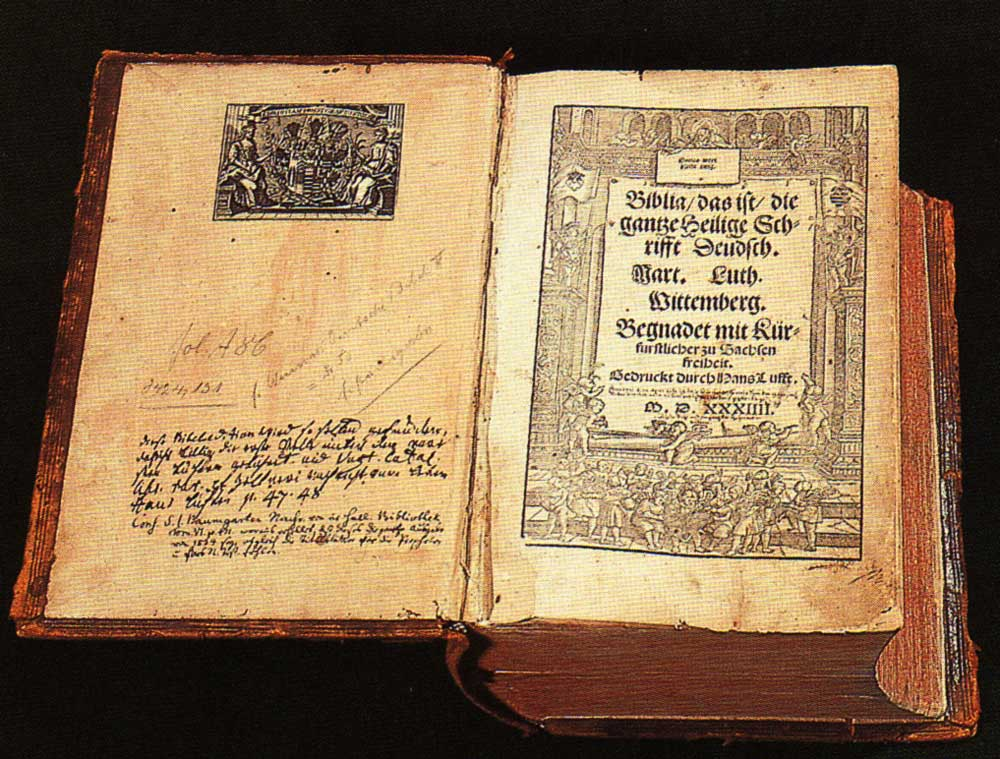
A Luther-Biblia

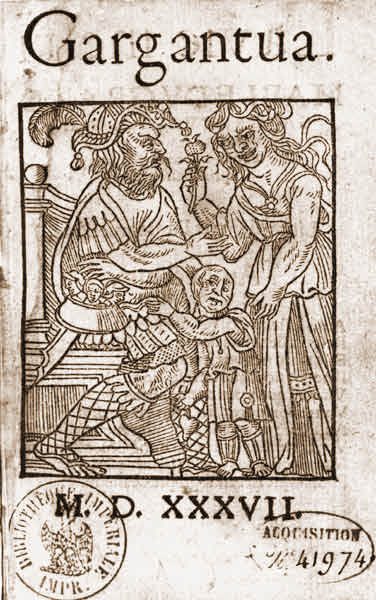
A Gargantua

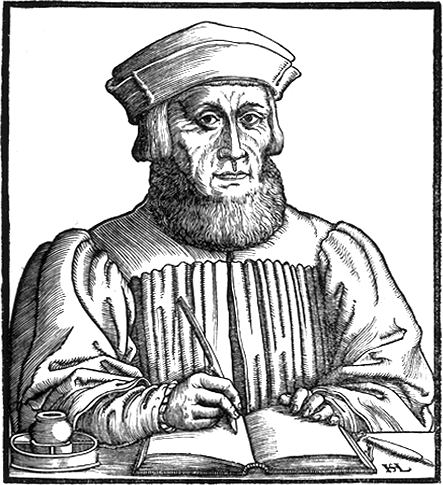
Johannes Aventinus

Az 1534. év az irodalomban.

## Új művek
- Megjelenik az ún. Luther-Biblia, vagyis Luther Mártontól a teljes Biblia német nyelvű fordítása. (Előzőleg, 1522-ben már megjelent Luther Újszövetség-fordítása.) A Luther-Bibliának – egyebek mellett – meghatározó szerepe volt az egységes német irodalmi nyelv kialakulásában.
- Napvilágot lát François Rabelais regényfolyama, a Gargantua és Pantagruel másodikként kiadott könyve (Gargantua).

## Születések
- március 19. – José de Anchieta spanyol jezsuita misszionárius a portugál gyarmat Brazíliában, költő, író, a brazil irodalom megteremtője († 1597)
- július 18. – Zacharias Ursinus, eredeti nevén Zacharias Bär német teológus, Caspar Olevianus-szal együtt a heidelbergi káté szerzője († 1583)
- 1534 – Fernando de Herrera spanyol költő († 1597)

## Halálozások
- január 9. – Johannes Aventinus bajor humanista, filológus, történetíró (* 1477)